# تجسيم

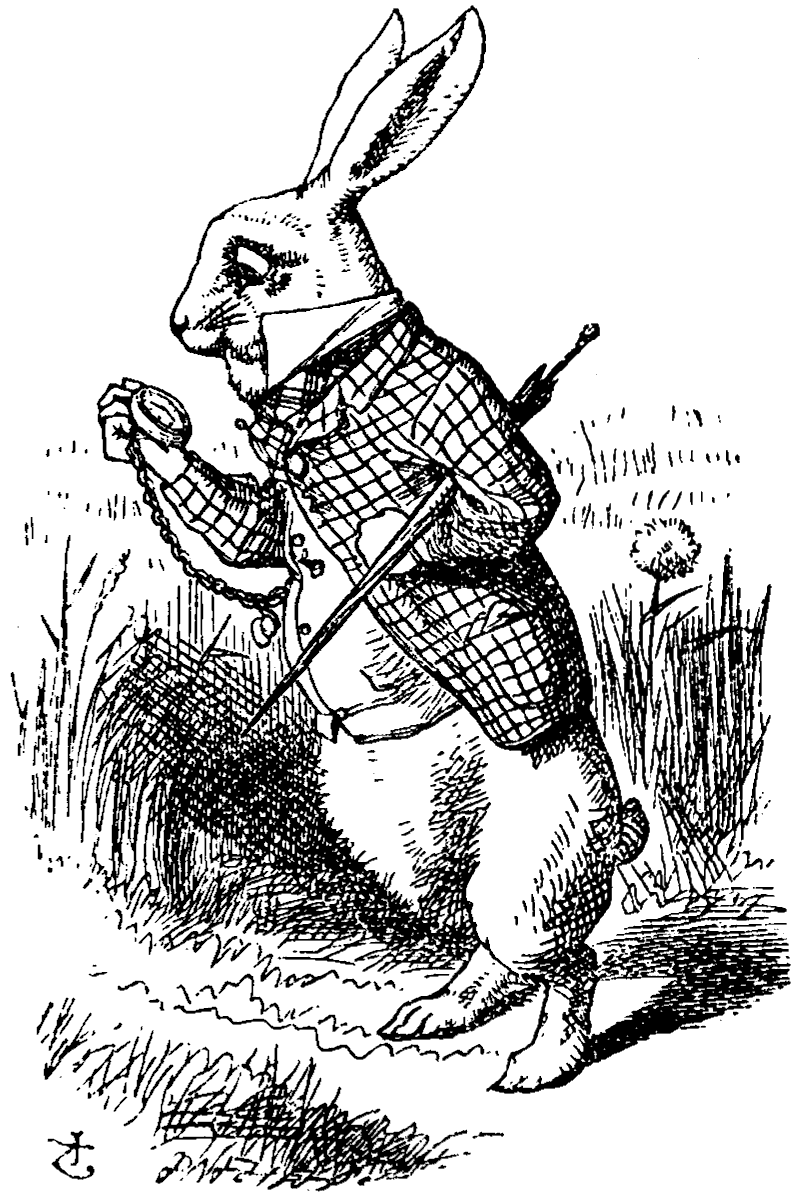
أرنب على هيئة إنسان، في رواية أليس في بلاد العجائب

التجسيم أو التشبيهية أو التشبيه أو التشبيه بالإنسان تعني إسباغ الصفات والمشاعر والنوايا البشرية على الكيانات غير البشرية، وهي تُعد من إحدى النزعات المتأصلة في النفس البشرية.
التشخيص نزعة بشرية قريبة من التجسيم، وتعني إسباغ الهيئات والخواص البشرية على المفاهيم المجردة مثل الأمم، والمشاعر، والقوى الطبيعية مثل المواسم والمناخ.
يعود تاريخ كلى المفهومين إلى العصور القديمة في صورة الحكايات والأعمال الفنية، وتتميز معظم الثقافات بحكايات تقليدية تضم شخصيات حيوانية في هيئة بشرية. إلى جانب ذلك، يضفي الناس المشاعر البشرية والطباع السلوكية على الحيوانات البرية والمستأنسة على حد سواء بصفة روتينية.

## في الأدب

### النصوص الدينية
ثمة عدة أمثلة على التجسيم في كلٍ من الكتاب المقدس العبري والعهد الجديد المسيحي، إلى جانب عدة نصوص من أديان أخرى.

### الحكايات الرمزية
التشبيهية أو التجسيم ظاهرة متأصلة في الأدبيات التي تعود للعصور القديمة، ومن بين الأمثلة على ذلك حكاية الصقر والعندليب في قصيدة الشاعر الإغريقي هسيودوس العمل والأيام التي سبقت حكايات إيسوب بعدة قرون. تصور حكايات الهند القديمة أيضًا الحيوانات في هيئة بشرية لتوضيح مبادئ الحياة (مثل: حكايات جاتاكا، وبنجاتنترا). معظم الصور النمطية الحيوانية المعروفة في الأدب الحديث مستوحاة من تلك للحكايات، مثل الثعلب المكار والأسد الشجاع. أضحت تشبيهات إيسوب مألوفة لدى العديد من الناس لدرجة أنها لونت أفكار أحد الفلاسفة، بليناس الحكيم، الذي وصف إيسوب قائلًا:
من أحد الجوانب التي تجعل المرء يفتتن بإيسوب هو وصفه للحيوانات بأسلوب ممتع وتمثيلهم في صورة أكثر تشويقًا للإنسان. وبالنظر إلى أننا نشأنا على سماع تلك الحكايات من صغرنا، صرنا نحمل آراءًا محددة تجاه بعض الحيوانات، فصرنا نصف بعضهم بالولاء، وبعضهم الآخر بالسخف، وغيرهم بالدهاء، وغيرهم بالبراءة. – بليناس الحكيم.
لاحظ بليناس أن الهدف من وراء تلك الحكايات هو توريث الحكمة إلى الأجيال المتعاقبة عن طريق الأعمال الخيالية التي يعترف الناس بكونها خيالية، وذلك على خلاف قصص الشعراء عن الآلهة التي يأخذها الناس على محمل الجد في بعض الأحيان. فهو يرى أن إيسوب كان يتلو الحقيقة على الناس بقصصه التي عرف الجميع حينها أنها ليست حقيقية. ثمة أمثلة أخرى على وعي الناس بعدم مصداقية الحكايات الرمزية، ومن بينها مقدمة الحكايات الآشانتية التي تروي قصة العنكبوت المخادع أنانسي: «لا نعني حقًا أن ما سوف نحكيه هنا حقيقي. الحكاية ليس سوى حكاية، دعها تأتي، دعها تذهب».

### الحكايات الخرافية
شاعت الأنماط التشبيهية في الحكايات الخرافية بدايةً من أدبيات العصور القديمة في سياق الميثولوجيا، وحتى مجموعات الحكايات الحديثة التي ألفها الأخوان غريم وشارل بيرو. تضمنت قصة الأخوين (مصر القديمة في القرن الثالث عشر قبل الميلاد) عدة أبقار متكلمة، وفي قصة كيوبيد وسايكي (روما في القرن الثاني)، حملت زيفروس (إلهة الرياح الغربية) سايكي بعيدًا، وبعدها شعرت نملة بالأسف على سايكي وساعدتها في رحلتها.

### الأدب الحديث
ظهرت أدبيات الأطفال في القرن التاسع عشر انطلاقًا من الشهرة الواسعة التي حظيت بها الحكايات الرمزية والحكايات الخرافية، ومن أبرز الأمثلة على ذلك رواية أليس في بلاد العجائب (1865) بقلم لويس كارول، ومغامرات بينوكيو (1883) بقلم كارلو كولودي، وكتاب الأدغال (1894) بقلم روديارد كبلينغ، وجميعها تستعين بالعناصر التشبيهية. ظلت تلك النزعة قائمة حتى القرن العشرين بأعمال أدبية تضم شخصيات مُشبهة بالبشر مثل: حكاية الأرنب بيتر (1901) وكتب المؤلفة بياتريكس بوتر الأخرى، والريح في الصفصاف (1908) بقلم كينيث غراهام، وويني ذا بوه (1926) بقلم آلان ألكساندر ميلن، والأسد والساحرة وخزانة الملابس (1950) وبقية أجزاء سلسلة سجلات نارنيا بقلم سي. إس. لويس. تصور العديد من تلك الروايات الحيوانات على أنها تمثل عدة جوانب من شخصية الإنسان وطبائعها. علق جون رو تاونسند وهو يناقش رواية كتاب الأدغال (التي اضطر فيها الولد ماوكلي للاعتماد على الدب بالو والنمر الأسود باغيرا) قائلًا: «عالم الأدغال هو في الحقيقة عالمنا أيضًا». ومن أبرز الأعمال التي تستهدف القراء الكبار رواية مزرعة الحيوان بقلم جورج أورويل، وهي تضم شخصيات حيوانية مُشبهة بالإنسان. ومن بين الأعمال التي تضم شخصيات غير حيوانية مُشبهة بالإنسان قصة الأطفال القطار توماس وغيرها من قصص القاطرات المُشبهة بالإنسان.